# Pharcoura
Pharcoura är ett släkte av tvåvingar. Pharcoura ingår i familjen styltflugor.
Kladogram enligt Catalogue of Life:
| Pharcoura | \| \| Pharcoura biobio \| \| \| \| \| \| Pharcoura nahuelbuta \| \| \| \| \| \| Pharcoura newthayorum \| \| \| \| |
|           | \| \| Pharcoura biobio \| \| \| \| \| \| Pharcoura nahuelbuta \| \| \| \| \| \| Pharcoura newthayorum \| \| \| \| |
|           | Pharcoura biobio                                                                                                  |
|           | |
|           | Pharcoura nahuelbuta                                                                                              |
|           | |
|           | Pharcoura newthayorum                                                                                             |
|           | |